# Албано Сант'Алесандро
Алба̀но Сант'Алеса̀ндро (на италиански: Albano Sant'Alessandro; на ломбардски: 'lbà Sant'lissà, Ълба Сант'Ълиса) е градче и община в Северна Италия, провинция Бергамо, регион Ломбардия. Разположено е на 243 m надморска височина. Населението на общината е 8294 души (към 2017 г.).